# Laura Riding
Laura Riding Gottschalk, pseudônimo de Laura Reichenthal (Nova Iorque, 16 de janeiro de 1901 - Wabasso,
2 de setembro de 1991) foi uma poetisa norte-americana, autora de poemas em prosa. A partir de 1963 passou a assinar os seus trabalhos como Laura (Riding) Jackson. 
Recebeu o Prémio Bollingen pela sua poesia em 1991.
Laura Riding  foi uma poetisa aclamada do século XX, educada na Universidade de Cornell. Tornou-se a única mulher membro do grupo literário "The Fugitives."  Com o seu marido, Schuyler Jackson, mudou-se para a Flórida onde plantaram citrinos orgânicos.

## Obras
- The Close Chaplet (1926)
- A Survey of Modernist Poetry [com Robert Graves] (1927)
- Voltaire: A Biographical Fantasy [com Foreword] (1921]
- Anarchism Is Not Enough (1928)
- Contemporaries and Snobs (1928)
- A Pamphlet Against Anthologies [com Robert Graves] (1928)
- Love as Love: Death as Death (1928)
- Twenty Poems Less (1930)
- Poems A Joking Word (1930)
- Four Unposted Letters to Catherine (1930)
- Experts Are Puzzled (1930)
- Though Gently (1930)
- Laura and Francisca: a poem (1931)
- Everybody's Letters (1933)
- The Life of the Dead. With Ten Illustrations by John Aldridge (1933)
- Poet: A Lying Word (1933)
- Focus I – IV (ed. com Robert Graves e outros, 4 volumes) (1935)
- Progress of Stories (1935)
- Epilogue: a Critical Summary (ed. com Graves) (1935–1938)
- A Trojan Ending (1937)
- The Collected Poems of Laura Riding (1938)
- The World and Ourselves (1938)
- Lives of Wives (1939)
- Selected Poems: In Five Sets (1973)
- The Telling (1973)
- It Has Taken Long (1976)
- The Poems of Laura Riding: A New Edition of the 1938 Collection (1980)
- Some Communications of Broad Reference (1983)
- First Awakenings (1992)
- The Word 'Woman' and Other related Writings (1993)
- A Selection Of The Poems Of Laura Riding (editado com uma Introdução de Robert Nye) (1996)
- Rational Meaning: A New Foundation for the Definition of Words (com Schuyler B. Jackson; editado por William Harmon) (1997)
- The Sufficient Difference: A Centenary Celebration of Laura (Riding) Jackson (editado por Elizabeth Friedmann) (2000)
- The Poems of Laura Riding Newly revised edition (editado por Mark Jacobs, Notas no texto de Alan J. Clark) (2001)
- Under The Mind's Watch: Concerning Issues Of Language, Literature, Life Of Contemporary Bearing (Oxford: Peter Lang, 2004)(edited by John Nolan and Alan J. Clark)
- The Failure of Poetry, The Promise of Language (editado por John Nolan) (2007)
- On the Continuing of the Continuing (2008)
- The Person I Am (editado por John Nolan e Carroll Ann Friedmann) (2011)